# クサトベラ科

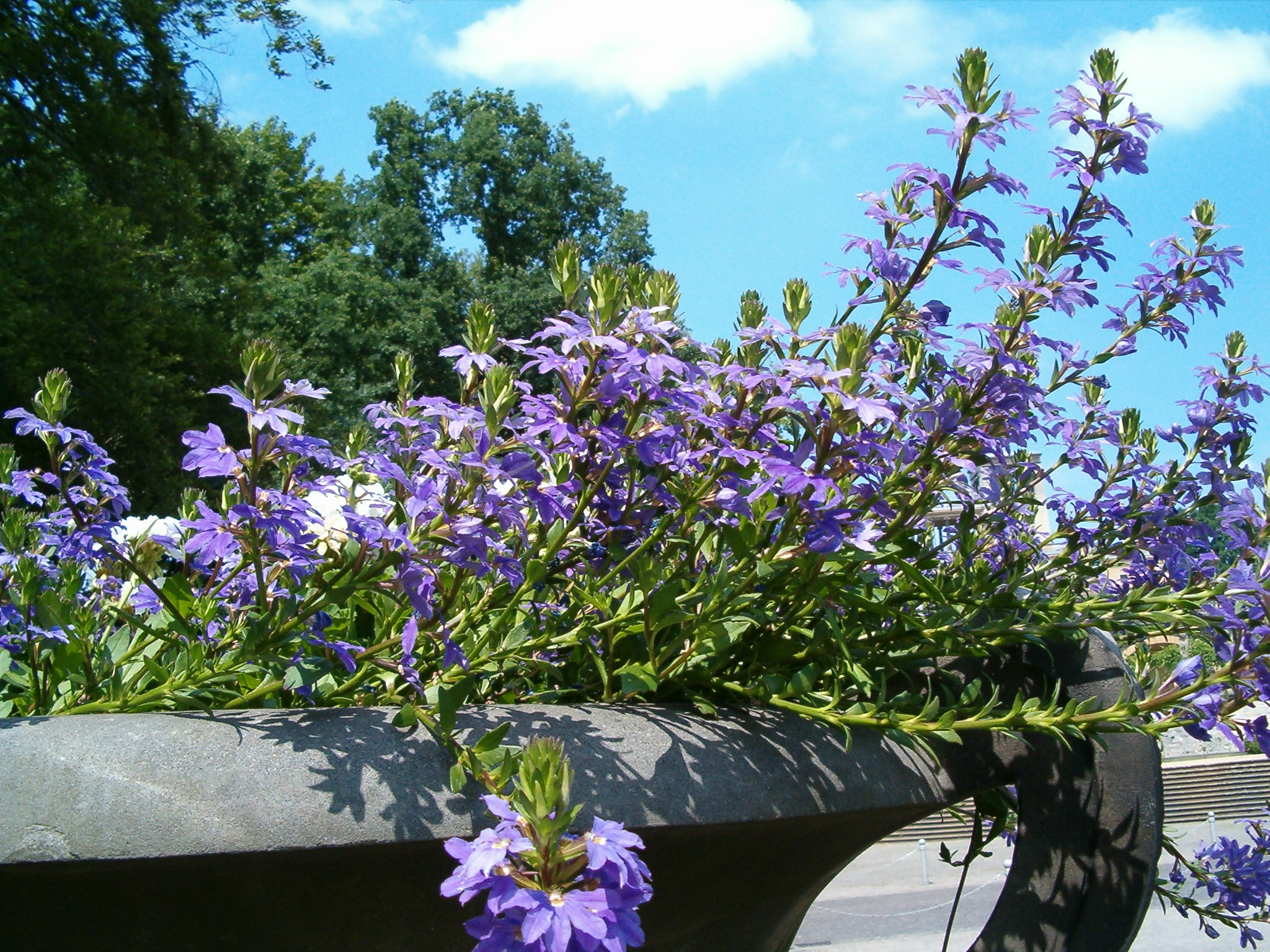
Scaevola amuela

クサトベラ科 (クサトベラか、Goodeniaceae) は、被子植物真正双子葉類に属する科である。

## 特徴
世界の熱帯から亜熱帯にかけて、16属400種あまりが分布し、日本にも南西諸島や小笠原諸島などにクサトベラなどの自生種があるが、オーストラリアやポリネシアに非常に多く産する。
小低木または宿根草で、葉は単葉で互生する。花は単生または集散花序。
なお、クロンキスト分類体系のブルノニア科Brunoniaceaeは、APG植物分類体系では、再びクサトベラ科に分類されている。

## 分類

### 下位分類
およそ11属300種がある。

### APG植物分類体系
分子系統学に基づくAPG植物分類体系ではキク目に所属させる。
- 被子植物門 Angiosperm
  - 真正双子葉植物 Eudicots
    - キク類 Asterids
      - 真正キク類II Euasterids II
        - キク目 Asterales
          - クサトベラ科 Goodeniaceae

### クロンキスト体系
クロンキスト体系ではキキョウ目に所属していた。
- 被子植物門 Magnoliophyta
  - 双子葉植物綱（モクレン綱）Magnoliopsida
    - キク亜綱 Asteridae
      - キキョウ目 Campanulales
        - クサトベラ科 Goodeniaceae

## 利用
最近オーストラリア産の園芸種が、次々に紹介されている。